# Gewerkschaft der Polizei
Die Gewerkschaft der Polizei, kurz GdP, ist eine 1950 gegründete deutsche Gewerkschaft, die sich für die Belange von Beschäftigten der deutschen Polizeien einsetzt. Seit 1978 ist sie Mitglied im Deutschen Gewerkschaftsbund (DGB).
Die GdP organisiert die innerhalb der Polizei beschäftigten Polizisten, Verwaltungsbeamten und Tarifbeschäftigten sowie Angehörige des Vollzugsbereichs der Zollverwaltung. Des Weiteren steht die GdP den Beschäftigten kommunaler, staatlicher und internationaler Organisationen, welche gefahrenabwehrende, überwachungs- oder ordnungsspezifische Aufgaben wahrnehmen, in einigen Ländern zur Mitgliedschaft offen. Die Gewerkschaft hat 208.111 (148.631 männlich, 59.465 weiblich) Mitglieder mit Stand 31. Dezember 2023, womit sie vor der Deutschen Polizeigewerkschaft (etwa 100.000 Mitglieder) der größte Berufsverband im Polizeibereich ist.
Die GdP ist föderalistisch organisiert und besteht aus 16 Landesbezirken. Den Status eines Landesbezirks besitzen daneben auch der Bezirk Bundeskriminalamt (BKA) und der Bezirk Bundespolizei. Innerhalb der GdP vertreten sogenannte Personengruppen spezifische Interessen von Frauen, Senioren und jungen Polizeibeschäftigten. Die Bundesgeschäftsstellen befinden sich in Berlin und Hilden.

## Geschichte

### Vorgängerorganisationen
Durch personelle und inhaltliche Überschneidungen gilt der „Verband Preußischer Polizeibeamter“ als Vorgängerorganisation der GdP in der Weimarer Republik. Unter seinem Vorsitzenden, Ernst Schrader, entwickelte sich die umgangssprachlich auch Schrader-Verband genannte Organisation zur ersten Einheitsorganisation der Polizei in Preußen. 1929 vereinte er rund achtzig Prozent der preußischen Polizeibeamten. Nach der Machtübernahme der Nationalsozialisten wurde der Verband am 27. April 1933 aufgelöst. Ihre Mitglieder wurden in den „Kameradschaftsbund Deutscher Polizeibeamter“ überführt.
Nach Ende des Zweiten Weltkrieges 1945 ließen die Alliierten in den vier Besatzungszonen polizeigewerkschaftliche Arbeit nach und nach wieder zu. Mit der Übergabe der Verantwortlichkeit für die Polizei an die Länder 1950 wurde die Gründung von Polizeigewerkschaften in Westdeutschland möglich.

### Gründung und erste Jahre
Die Gewerkschaft der Polizei wurde auf Bundesebene am 14. September 1950 in Hamburg gegründet. Hervorgegangen ist sie aus der 1949 entstandenen Interessengemeinschaft der Polizeibeamtenbünde in der britischen Besatzungszone in den schon bestehenden Ländern Hamburg, Niedersachsen, Nordrhein-Westfalen, Schleswig-Holstein sowie in West-Berlin. Sie hatten sich aus unterschiedlichen Polizeivereinigungen am 16. März 1950 zusammengeschlossen. Mehrere der Gründungsmitglieder hatten bereits im Schrader-Verband Funktionen inne, darunter der zum ersten Vorsitzender der GdP gewählte Fritz Schulte. Die Verbände der einzelnen Länder wurden in GdP-Landesbezirke umgewandelt, sodass die GdP bei ihrer Gründung bereits 42.500 Mitglieder vereinte. Auf dem ersten ordentlichen Delegiertenkongress 1951 in Koblenz wurde die Gründung des Mitgliedermagazins Deutsche Polizei beschlossen. Im selben Jahr wurden neue Landesbezirke in Hessen und Rheinland-Pfalz gegründet. 1952 kamen der Landesbezirk Baden-Württemberg, 1953 der Landesbezirk Bayern und 1957 der Landesbezirk Saarland hinzu. Mit Schreiben des Bundesinnenministers wurde die GdP 1959 in ihrem Bereich den Spitzenorganisationen gleichgesetzt.

### Die 1960er bis 1990er Jahre
Im Kontext der Debatten um die Notstandsgesetze in den 1960er Jahren setzte sich die GdP wiederholt gegen die Militarisierung der Polizei ein. So wehrte sie sich 1961/62 gegen die polizeiliche Verwendung von Explosivmitteln und gab 1963 ein völkerrechtliches Gutachten gegen die Verleihung des Kombattantenstatus an Polizeikräfte in Auftrag. 1962 erhielt die Bezirksgruppe Bundeskriminalamt den Status eines Landesbezirks. 1963 wurde der Landesbezirk Bremen gegründet. Die Mitgliederzahl stieg 1964 erstmals auf 100.000 Mitglieder. Am 31. März 1966 wurde die JUNGE GRUPPE der GdP gegründet. 1967 bezogen die Geschäftsstelle und das Wirtschaftsunternehmen das neue Gewerkschaftshaus in Hilden. Vor dem Hintergrund steigender Verbrechensraten kritisierte die GdP 1967 mit der Denkschrift „Kapitulation vor dem Verbrechen?“ Personalmangel, unzureichende technische Ausstattung und mangelhafte Koordination bei der Kriminalpolizei.
In den 1970er Jahren vertrat die GdP im Kontext der Debatten um Rolle und Funktion der Polizeikräfte ein „sozialarbeiterorientiertes Berufsbild der Polizei“. Als Reaktion auf den Versuch Stellenplanhöchstgrenzen für die Polizei einzuführen, führte die GdP 1970 eine Mitgliederbefragung über gewerkschaftliche Kampfmaßnahmen durch und gab in der Konsequenz ein Gutachten zum Beamtenstreikrecht in Auftrag. 1974 kam es zum ersten Streik im öffentlichen Dienst, an dem sich auch in der GdP organisierte Angestellte beteiligten. Mit der Aufnahme der GdP in den Deutschen Gewerkschaftsbund (DGB) 1978 wurde ein Ziel, das bis in die Gründungsphase zurückreichte, realisiert.
Seit Anfang der 1980er Jahre begannen die Bundesländer nach und nach Frauen in die Schutzpolizei aufzunehmen. 1983 wurde der Bundesfachausschuss „Frauen“ gegründet, aus dem 1994 die Frauengruppe (Bund) hervorging. 1987 wurde die Seniorengruppe (Bund) gegründet. Die nach dem Fall der Mauer auf dem Gebiet der ehemaligen DDR gegründete Gewerkschaft der Volkspolizei (GdVP) löste sich zum 30. September 1990 zu Gunsten einer einheitlichen Organisation im gesamten Bundesgebiet auf. Der überwiegende Teil der ca. 83.000 Mitglieder der GdVP trat in die neu gegründeten Landesbezirke der GdP ein.

### 1990er Jahre bis heute
Die Angleichung der Gehälter in den alten und neuen Bundesländern gehört zu den bestimmenden Themen der 90er Jahre. 1992 beteiligte sich die GdP am zweiten großen Streik im Öffentlichen Dienst. Mit Kampagnen wie „Da fehlt noch was!“ (1998) bekräftigte die GdP ihre Forderung nach gleichen Gehältern. Im Jahr 2000 beteiligte sich die GdP mit einer Mitgliederbefragung an der Diskussion um neue Polizeiuniformen, die ab 2005 nach und nach von grün auf blau umgestellt wurden. 2002 eröffnete die GdP ihre Bundesgeschäftsstelle in Berlin, um den Kontakt zur Bundespolitik zu intensivieren.
Als Reaktion auf die gestiegene Gewalt gegen die Polizei förderte die GdP gemeinsam mit den Innenministern von Bund und Ländern die 2003 veröffentlichte Studie „Gewalt gegen Polizeibeamtinnen und –beamte 1985 – 2000“. Mit dem Beginn der Gründungsphase der Deutschen Hochschule der Polizei (DHPol) 2006 wurde die bereits seit Mitte der 90er Jahre erhobene Forderung der GdP nach einer Akademisierung des Polizeiberufs umgesetzt. Nachdem ab 2014 zwischenzeitlich ein ehemaliger Kreisvorsitzender des Bunds freier Bürger (BFB) in den GdP-Vorstand gewählt wurde, trat Klaus Kandt aus der GdP aus.
Im Kontext der fortschreitenden Digitalisierung brachte die GdP 2015 erstmals eine eigene App auf den Markt und forderte in den folgenden Jahren eine „smarte“ Polizei, die durch moderne Einsatzmittel der wachsenden Cyberkriminalität begegnen kann. 2017 wurde der tätliche Angriff auf Rettungskräfte mit dem neuen § 114 StGB unter besondere Strafe gestellt und damit eine langjährige, durch Kampagnen wie „Auch Mensch“ gestützte, Forderung der GdP umgesetzt. Während der ab 2020 grassierenden Corona-Pandemie setzte sich die GdP für die Anerkennung einer Infektion mit Covid19 als Dienstunfall ein. Die Gewerkschaftsarbeit verlagerte sich in dieser Zeit, wie viele andere Bereich auch, in den digitalen Raum. Die Erfahrung der Pandemiezeit flossen 2022 in das Positionspapier „Gute flexible Arbeit bei der Polizei“ ein.
Im September 2022 wurde Jochen Kopelke zum aktuellen Vorsitzenden der GdP gewählt.

## Organisatorischer Aufbau

### Organisation auf Bundesebene
Die Organe der GdP auf Bundesebene sind:
- Bundeskongress
- Gewerkschaftsbeirat
- Bundesvorstand
- Geschäftsführender Bundesvorstand (GBV)

Höchstes Organ der GdP ist der Bundeskongress, der alle vier Jahre ordentlich zusammentritt. Er setzt sich aus den in den Bezirken gewählten 251 Delegierten zusammen Zu seinen Aufgaben gehört unter anderem die Festlegung der gewerkschaftspolitischen Grundsätze und des Grundsatzprogramms. Zudem wählt der Bundeskongress den Geschäftsführenden Bundesvorstand, die Bundeskassenprüferinnen und Bundeskassenprüfer.
Zwischen den Bundeskongressen ist der Gewerkschaftsbeirat das höchste Organ der GdP. Die unmittelbare gewerkschaftliche Arbeit auf Bundesebene leistet der Geschäftsführende Bundesvorstand (GBV). Er besteht aus dem Bundesvorsitzenden, seinen vier Stellvertretern, dem Bundeskassierer, dem Bundesschriftführer sowie zwei weiteren Mitgliedern.
Inhaltliche Schwerpunktthemen werden innerhalb der Bundesfachausschüsse (BFA) bearbeitet. Diese bestehen für die Bereiche Verkehr, Bereitschaftspolizei, Schutzpolizei, Kriminalpolizei, Wasserschutzpolizei, Polizeiverwaltung, Digitalisierung, Beamten- und Besoldungsrecht, Haushalt- und Finanzen und Verfassungsschutz.

### Organisation der Bezirke
Das Organisationsgebiet der GdP gliedert sich entsprechend der Länder der Bundesrepublik in Landesbezirke. Den Status eines Landesbezirks besitzen daneben der Bezirk Bundeskriminalamt (BKA) und der Bezirk Bundespolizei | Zoll. Die Landesbezirke und Bezirke BKA und Bundespolizei | Zoll können eingetragene oder nicht eingetragene Vereine sein, die insoweit teilautonom sind.
Die einzelnen Bezirke entscheiden gemäß ihren Satzungen über Aufgaben und Zusammensetzung ihrer Organe. Zu diesen gehören unter anderem die Landes- oder Bezirksdelegiertentage, die Bezirks- bzw. Landes(bezirks)vorstände oder die Geschäftsführenden Bezirks- bzw. Landes(bezirks)vorstände.
Die einzelnen Landesbezirke untergliedern sich in Bezirksgruppen bzw. -verbände und in Kreisgruppen.
| Landesbezirk / Bezirk  | Sitz        | Vorsitzende/r        |
| Bayern                 | München     | Florian Leitner      |
| Baden-Württemberg      | Eberdingen  | Gundram Lottmann     |
| Berlin                 | Berlin      | Stephan Weh          |
| Brandenburg            | Potsdam     | Anita Kirsten        |
| Bremen                 | Bremen      | Nils Winter          |
| Hamburg                | Hamburg     | Horst Niens          |
| Hessen                 | Wiesbaden   | Jens Mohrherr        |
| Mecklenburg-Vorpommern | Schwerin    | Christian Schumacher |
| Niedersachsen          | Hannover    | Kevin Komolka        |
| Nordrhein-Westfalen    | Düsseldorf  | Michael Mertens      |
| Rheinland-Pfalz        | Mainz       | Aline Raber          |
| Saarland               | Saarbrücken | Andreas Rinnert      |
| Sachsen                | Kesselsdorf | Jan Krumlovsky       |
| Sachsen-Anhalt         | Magdeburg   | Eycke Körner         |
| Schleswig-Holstein     | Kiel        | Torsten Jäger        |
| Thüringen              | Erfurt      | Mandy Koch           |
| Bundeskriminalamt      | Wiesbaden   | Guido Schweickardt   |
| Bundespolizei\|Zoll    | Hilden      | Andreas Roßkopf      |

### Personengruppen und Bundestarifkommission
Innerhalb der GdP vertreten sogenannte Personengruppen die Interessen von Frauen, Senioren und jungen Polizeibeschäftigten. Die Bundestarifkommission verantwortet die tarifpolitische Arbeit.
Die Junge Gruppe (GdP) ist die Jugendorganisation der GdP, die sich für die Belange der jungen Beschäftigten innerhalb der Polizeien einsetzt. Ihr gehören Gewerkschaftsmitglieder bis zum vollendeten 30. Lebensjahr an.
Die Frauengruppe (Bund) der GdP berät den Geschäftsführenden Bundesvorstand in Gleichstellungsfragen sowie zu frauenspezifischen Fragen des Beamten- und Tarifrechts sowie der Sozialpolitik. Ihr gehören weibliche Gewerkschaftsmitglieder an. Die Frauengruppe vernetzt sich mit Frauengruppen des DGB und anderen Frauenverbänden.
Die Seniorengruppe (Bund) fördert die Seniorenarbeit in der GdP. Sie berät den Geschäftsführenden Bundesvorstand in Versorgungsrechtsfragen sowie in Fragen des Sozialversicherungsrechts und der Sozialpolitik. Ihre Mitglieder setzen sich aus Pensionären und Rentnern zusammen.
Die Bundestarifkommission nimmt die tarifpolitische Arbeit der GdP wahr. Sie besteht aus dem Geschäftsführenden Bundesvorstand (GBV) und je zwei Tarifbeschäftigten aus allen Bezirken.

### Wirtschaftsunternehmen
Mit der OSG (Organisations- und Service Gesellschaft der Gewerkschaft der Polizei) verfügt die GdP über ein eigenständiges Wirtschaftsunternehmen mit Sitz in Hilden. Am selben Standort ist der Verlag Deutsche Polizeiliteratur (VDP) als Tochterunternehmen ansässig, in dem unter anderem die Mitgliederzeitung „Deutsche Polizei“ erscheint. Die VDP besteht aus zwei eigenständigen Unternehmen mit der Anzeigenverwaltung und dem Verlag mit Buchvertrieb.

## Ziele und Inhalte
Die Gewerkschaft vertritt die beruflichen, gesellschaftlichen, wirtschaftlichen, ökologischen, sozialen und kulturellen Interessen der Beschäftigten und ehemals Beschäftigten von Polizei und Zoll. Sie erstrebt insbesondere Verbesserungen der allgemeinen Arbeits- und Lebensbedingungen sowie des Beamten- und Arbeitsrechts. Die GdP ist ihrem Selbstverständnis nach unabhängig von Regierungen, Verwaltungen, politischen Parteien und Religionsgemeinschaften.
Neben ihrer gewerkschaftlichen Kernaufgabe als Vertretung der Arbeitnehmerinteressen, darunter der Abschluss von Tarifverträgen für die Beschäftigten in Bund, Ländern und Kommunen sowie die Förderung der Mitbestimmung, Gleichstellung und Teilhabe, beteiligt sie sich an den Wahlen zu den Personalvertretungen und unterstützt die Personalräte bei der Erfüllung ihrer Aufgaben.
Zudem verfolgt die GdP gesellschaftliche und politische Ziele im Sinne fachpolizeilicher Präsenz und Kompetenz wie öffentlicher Aktivität. Bedeutende Themen sind unter anderem: Kriminalpolitik, die Bekämpfung von Kriminalitätsursachen, Verkehrspolitik, die Fortentwicklung von Polizeigesetzen und des Strafrechts, die digitale und operative Vernetzung der Polizeien – national wie international –, die polizeiliche Aus- und Fortbildung, die Ausstattung und Personalentwicklung sowie der Kampf gegen die Gewalt gegenüber Polizeibeschäftigten.
Ihre Ziele will die GdP durch aktives Einwirken auf die Gesetzgebung erreichen.
Der Bundesvorstand der GdP hat am 11. März 2021 gemäß § 8 Absatz 1 der Satzung festgestellt, dass die Mitgliedschaft in der Partei Alternative für Deutschland (AfD) mit der Mitgliedschaft in der GdP nicht vereinbar ist. Die Positionen und Meinungen der AfD widersprächen dem freiheitlich-demokratischen, rechtsstaatlichen und die öffentliche Sicherheit bewahrenden Selbst- und Rollenverständnis von Polizeibeschäftigten, das von der GdP vertreten und geteilt werde.

## Positionen
Die GdP fasst ihre Positionen regelmäßig in Positionspapieren zusammen und setzt damit Akzente für ihre gewerkschaftliche und inhaltliche Arbeit. Thematisch werden sowohl Arbeitsbedingungen in Polizeidienst und -verwaltung behandelt, als auch gesellschaftspolitische Themen mit Polizeibezug wie Häusliche Gewalt, die Digitalisierung oder die Auswirkungen der Corona-Pandemie auf die Polizei. Die GdP positioniert sich außerdem zur Weiterentwicklung einzelner polizeilicher Bereiche wie beispielsweise der Bereitschaftspolizei oder zur Einrichtung neuer polizeilicher Organisationseinheiten wie einer Finanzpolizei zur Bekämpfung von Geldwäsche.

## Kontroversen

### Hamburg
Bei der GdP Hamburg hatte der Vorsitzende Gerhard Kirsch 2015 mit einem Skandal zu kämpfen. Ihm wurde Urkundenfälschung durch Satzungsmanipulation des Vereins vorgeworfen. Später folgte eine Sachbeschädigungsanzeige, die sich als haltlos herausstellte. Einige Monate geriet der Vorsitzende wegen einer Geschwindigkeitsüberschreitung wieder in die Schlagzeilen.

### Berlin
2015 trat der damalige Berliner Polizeipräsident Klaus Kandt aus der GdP aus. Als Grund wurde die fehlende Aufklärung der nachweisbaren rechtspopulistischen Vergangenheit des Vorstandsmitglieds und zeitweiligen Pressesprechers der Berliner GdP, Steve Feldmann (geb. Schwittek), genannt.
Feldmann hatte sich bis zum Jahr 2000 in der rechtspopulistischen Organisation Bund freier Bürger betätigt, welche vom Verfassungsschutz beobachtet wurde. Danach versuchte er sich bis 2009 in der rechtspopulistischen Freiheitlichen Jugend (FJ). Außerdem bezeichnet er in einem Interview mit dem RBB polnische Staatsbürger als „alternative Spargelstecher“. Zusätzlich organisierte Feldmann europaweiten Kontakt der Freiheitlichen Jugend zu über 70 rechtsextremen Organisationen und nahm unter anderem an Demonstrationen gegen das Denkmal für die ermordeten Juden Europas teil. Als Hauptkritik wurde die Reaktion des GdP-Vorstandes, welcher diese Vorwürfe „aussitze“ und bis zu Kandts Austritt zu keiner Klärung beigetragen habe, sowie die fehlende Offenheit Feldmanns bei seiner Wahl in den Vorstand rezipiert.

## Bundesvorsitzende

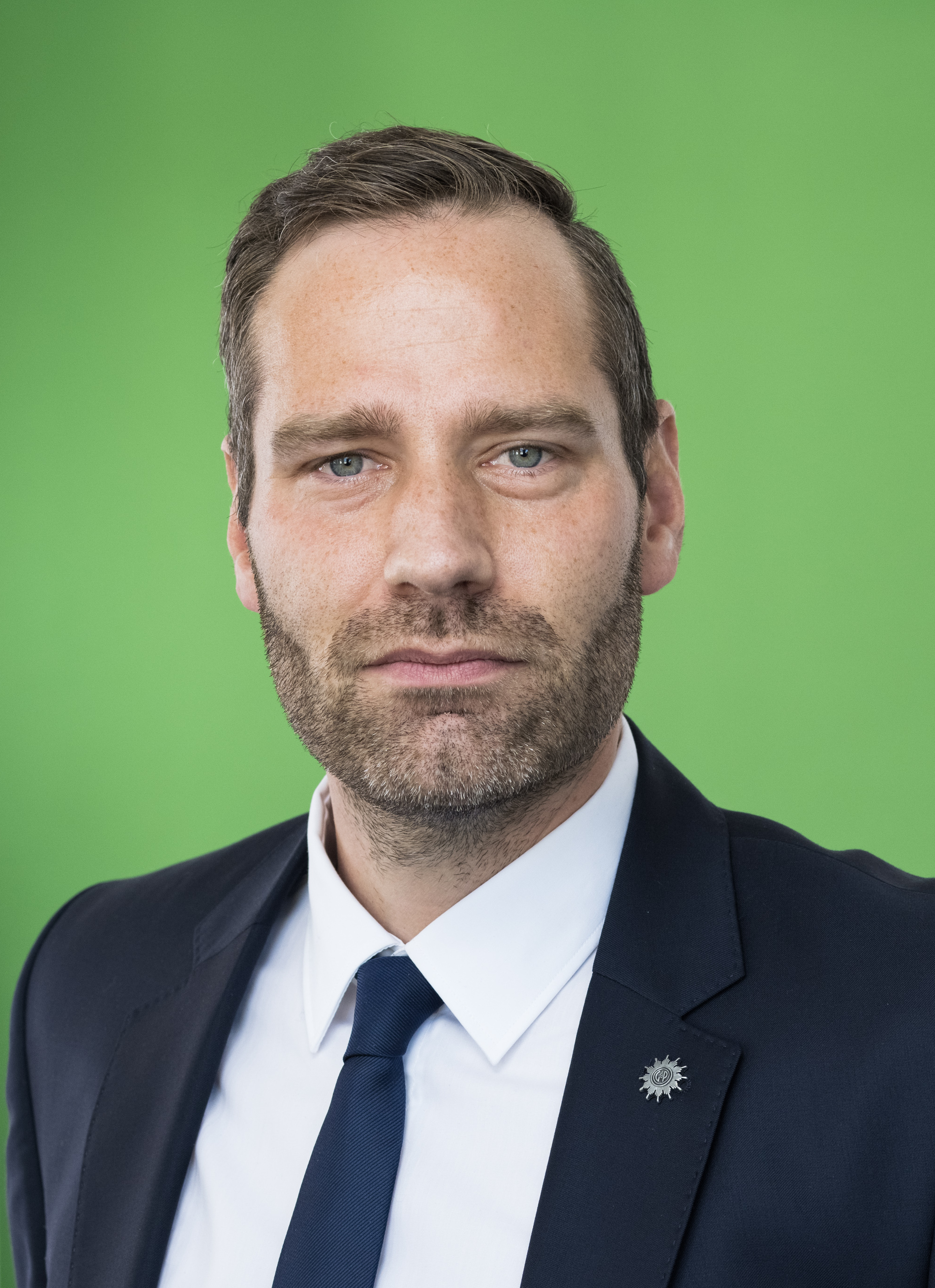
GdP-Bundesvorsitzender Jochen Kopelke

Vorsitzende des Geschäftsführenden Bundesvorstandes der Gewerkschaft der Polizei:
- 1950–1955: Fritz Schulte
- 1955–1956: Fritz Preuß, kommissarischer Vorsitzender
- 1956–1958: Fritz Kehler
- 1958–1975: Werner Kuhlmann
- 1975–1981: Helmut Schirrmacher
- 1981–1986: Günter Schröder
- 1986–1998: Hermann Lutz
- 1998–2000: Norbert Spinrath
- 2000–2010: Konrad Freiberg (im Jahr 2000 zunächst nur kommissarisch tätig)
- 2010–2013: Bernhard Witthaut[78]
- 2013–2022: Oliver Malchow[79]
- seit September 2022: Jochen Kopelke[80]

## Internationale Zusammenarbeit
Von 1955 an war die GdP Mitglied der Union Internationale des Syndicats de Police (UISP), die 2002 in der European Confederation of Police (EuroCOP) aufging. Die GdP war als Gründungsmitglied eine von 25 Berufsorganisationen unter dem Dach des neuen europäischen Verbandes, dessen erster Präsident der ehemalige GdP-Vorsitzende Hermann Lutz wurde. 2015 verließ die GdP den Verband. Zu den Gründen für den Austritt gehörten tiefgreifende Differenzen bezüglich der Verbandsarbeit, der Medienstrategie sowie der Führungsstruktur.
Seit April 2016 unterhält die GdP in Brüssel ein Verbindungsbüro im sogenannten Mehr-Regionen-Haus, in dem auch die Hessische Landesvertretung residiert. Durch regelmäßige Gremiensitzungen vor Ort und jährliche Veranstaltungen zu europaweit polizeirelevanten Themen, wie beispielsweise „Spannungsfeld Datenschutz und Innere ‚Vernetztes Fahren und Sicherheit‘“ (2019) oder „Politik trifft Polizeipraxis: Wie stärken wir die EU und ihre Mitgliedsstaaten im Kampf gegen sexuellen Kindesmissbrauch?“ (2023), vertritt die GdP die Interessen ihrer Mitglieder auf der zunehmend bedeutsamen europäischen Ebene.
Seit November 2024 ist die GdP Mitglied bei EU.Pol (European Federation of Police Unions), ein Zusammenschluss aus europäischen Polizeigewerkschaften. Der Verbund wurde 2021 gegründet und hat seinen Sitz in Zaventem bei Brüssel. Der Verband umfasst elf Mitglieder aus Belgien, Frankreich, Niederlande, Litauen, Luxemburg, Portugal, Spanien und der Schweiz.

## Weitere Mitgliedschaften
Die GdP ist Mitglied verschiedener Organisationen und Institutionen mit gewerkschaftlichem, sicherheits- oder gesellschaftspolitischen Bezug. Dazu zählt unter anderem der Gefahrgut-Verkehrs-Beirat, der das Bundesministerium für Digitales und Verkehr (BMDV) in Fragen der sicheren Beförderung gefährlicher Güter berät. In der Stiftung Deutsches Forum für Kriminalprävention (DFK) ist die GdP seit deren Gründung 2001 Mitglied. Seit 1. März 2016 ist die GdP Mitglied der Deutschen Verkehrswacht. Ebenso ist sie als Gewerkschaft ein automatisches Mitglied im staatlichen Deutschen Verkehrssicherheitsrat. Seit 2023 ist die GdP außerdem institutioneller Partner des Berliner Kongress Wehrhafte Demokratie.
Die Seniorengruppe (Bund) ist zudem Mitglied der Bundesarbeitsgemeinschaft der Seniorenorganisationen e. V. (BAGSO e. V.).

## GdP-Stern
Der GdP-Stern ist ein seit 1988 meist jährlich von der GdP-Kreisgruppe Kassel verliehener Preis.